# لکویله
لکویله (به ایتالیایی: Lequile) یک کومونه در ایتالیا است که در استان لچه واقع شده‌است.

## خصوصیات
لکویله ۳۶ کیلومترمربع مساحت و ۸٬۵۰۱ نفر جمعیت دارد و ۳۸ متر بالاتر از سطح دریا واقع شده‌است.